# Unterreit
Unterreit è un comune tedesco di 1 765 abitanti, situato nel land della Baviera.